# PCMan檔案管理程式
PCMan檔案管理程式(PCMan File Manager)是一個以輕巧快速為設計目的的檔案管理器，为LXDE桌面环境的默认档案管理器。

## 特色
- 快速輕巧
- 在2006年大多數電腦下只要1秒時間來開啟
- 分頁瀏覽
- 内置卷管理功能（通过HAL挂载、卸载、弹出卷）
- 内置文件搜索工具（UNIX的find+grep命令的GUI前端）
- 支持拖放方式操作（Drag & Drop）
- 可以在不同的分頁間拖放檔案
- 可以在合理時間內開啟存有大多檔案的資料夾
- 開以設定檔案關聯（預設開啟程式）
- 支持簡單的預覽圖
- 支持書籤功能
- 能夠正常處理以非統一碼（non-UTF-8）為編碼的檔案名稱
- 提供圖示檢索與清單檢索
- 迎合Freedesktop.org的標準
- GTK+介面